# Borikenophis
Borikenophis es un género de serpiente aletinofidia de la familia de los colúbridos. Sus especies son endémicas de Puerto Rico y las islas Vírgenes.

## Especies
Se reconocen las siguientes:
- Borikenophis portoricensis (Reinhardt & Lütken, 1862)
- Borikenophis sanctaecrucis extinción (Cope, 1862)
- Borikenophis variegatus (Schmidt, 1926)